# 국가기초구역번호
국가기초구역번호는 도로명주소를 기반으로 도로나 철도 등 잘 변하지 않는 시설이나 지형에 의해 구역을 정하여 번호를 부여한 것이다. 도로명주소법 제19조 제3항은 '고시된 구역번호는 특별한 사유가 없는 한 통계구역, 우편구역 등 다른 법률에 따라 일반에 공표하는 각종구역의 기본단위로 한다'라고 규정하고 있어서 국가기초구역번호가 대한민국의 우편번호 뿐 아니라 통계처리, 소방서나 학교배정구역 관할 경계 등의 기준으로 사용된다.

## 국가기초번호 광역시도별 앞 2자리 번호
| 번호  | 국문명 | 영문명            |
| 01-09 | 서울   | Seoul             |
| 10-20 | 경기   | Gyeonggi-do       |
| 21-23 | 인천   | Incheon           |
| 24-26 | 강원   | Gangwon-do        |
| 27-29 | 충북   | Chungcheongbuk-do |
| 30    | 세종   | Sejong-si         |
| 31-33 | 충남   | Chungcheongnam-do |
| 34-35 | 대전   | Daejeon           |
| 36-40 | 경북   | Gyeongsangbuk-do  |
| 41-43 | 대구   | Daegu             |
| 44-45 | 울산   | Ulsan             |
| 46-49 | 부산   | Busan             |
| 50-53 | 경남   | Gyeongsangnam-do  |
| 54-56 | 전북   | Jeonbuk-do        |
| 57-60 | 전남   | Jeollanam-do      |
| 61-62 | 광주   | Gwangju           |
| 63    | 제주   | Jeju              |

전북특별자치도 승격 이후 전북은 전북(Jeonbuk-do)도로 표현된다.

## 구조

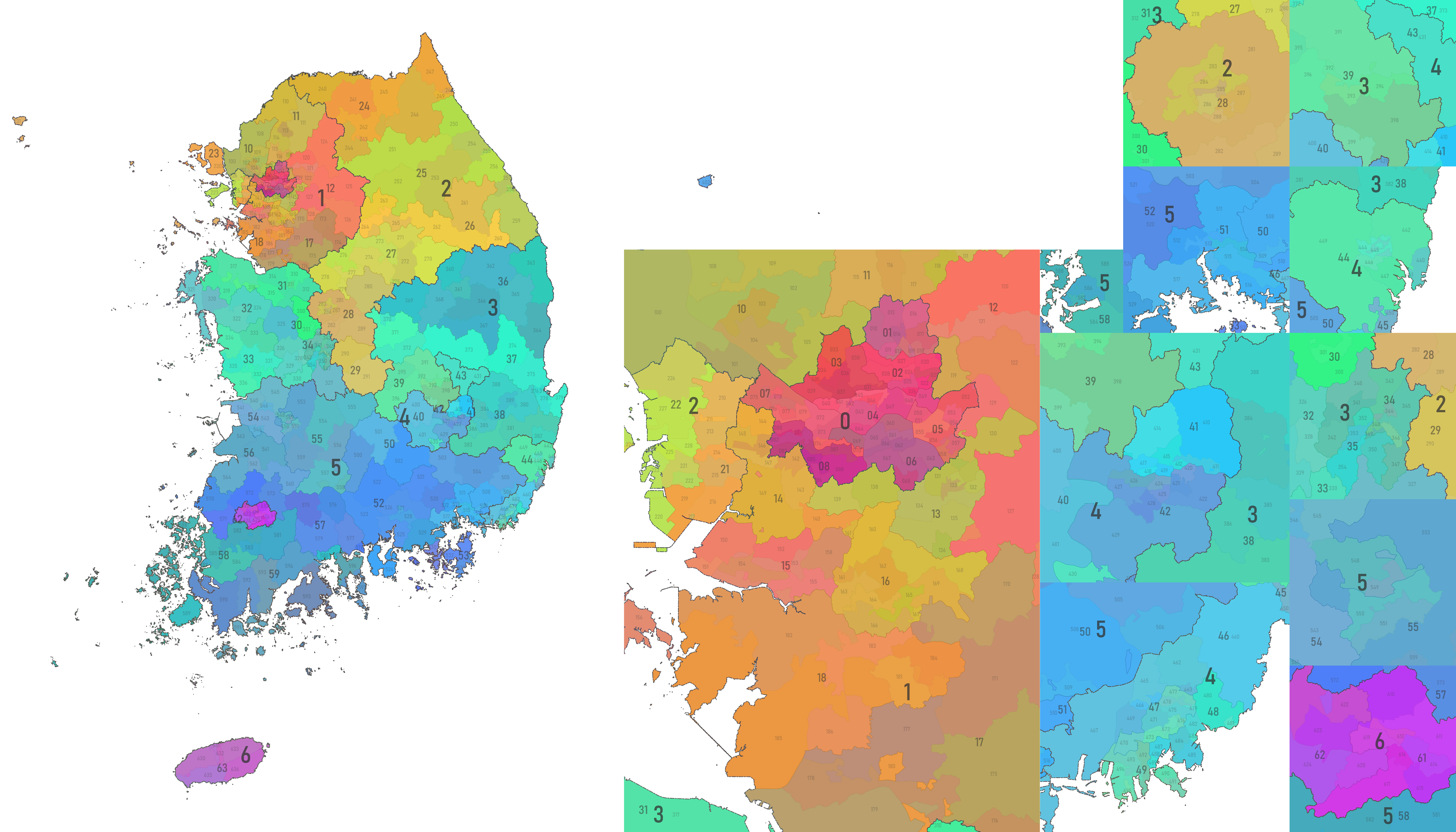
국가기초구역번호 지도.

국가기초구역번호의 앞 세 자리 부여 현황은 아래 표와 같다. ■ 회색으로 칠해진 영역은 사용하지 않는 번호대이다.
|      |    | 0              | 1              | 2        | 3        | 4        | 5        | 6        | 7        | 8        | 9      |
| ---- | -- | -------------- | -------------- | -------- | -------- | -------- | -------- | -------- | -------- | -------- | ------ |
| 서울 | 01 | 강북구         | 강북구         | 강북구   | 도봉구   | 도봉구   | 도봉구   | 노원구   | 노원구   | 노원구   | 노원구 |
| 서울 | 02 | 중랑구         | 중랑구         | 중랑구   | 중랑구   | 동대문구 | 동대문구 | 동대문구 | 성북구   | 성북구   | 성북구 |
| 서울 | 03 | 종로구         | 종로구         | 종로구   | 은평구   | 은평구   | 은평구   | 서대문구 | 서대문구 | 서대문구 | 마포구 |
| 서울 | 04 | 마포구         | 마포구         | 마포구   | 용산구   | 용산구   | 중구     | 중구     | 성동구   | 성동구   | 광진구 |
| 서울 | 05 | 광진구         | 광진구         | 강동구   | 강동구   | 강동구   | 송파구   | 송파구   | 송파구   | 송파구   | 송파구 |
| 서울 | 06 | 강남구         | 강남구         | 강남구   | 강남구   | 강남구   | 서초구   | 서초구   | 서초구   | 서초구   | 동작구 |
| 서울 | 07 | 동작구         | 동작구         | 영등포구 | 영등포구 | 영등포구 | 강서구   | 강서구   | 강서구   | 강서구   | 양천구 |
| 서울 | 08 | 양천구         | 양천구         | 구로구   | 구로구   | 구로구   | 금천구   | 금천구   | 관악구   | 관악구   | 관악구 |
| 서울 | 09 |                |                |          |          |          |          |          |          |          |        |
| 경기 | 10 | 김포시         | 김포시         | 고양시   | 고양시   | 고양시   | 고양시   | 고양시   | 고양시   | 파주시   | 파주시 |
| 경기 | 11 | 연천군         | 포천시         | 포천시   | 동두천시 | 양주시   | 양주시   | 의정부시 | 의정부시 | 의정부시 | 구리시 |
| 경기 | 12 | 남양주시       | 남양주시       | 남양주시 | 남양주시 | 가평군   | 양평군   | 여주시   | 광주시   | 광주시   | 하남시 |
| 경기 | 13 | 하남시         | 성남시         | 성남시   | 성남시   | 성남시   | 성남시   | 성남시   | 성남시   | 과천시   | 안양시 |
| 경기 | 14 | 안양시         | 안양시         | 광명시   | 광명시   | 부천시   | 부천시   | 부천시   | 부천시   | 부천시   | 시흥시 |
| 경기 | 15 | 시흥시         | 시흥시         | 안산시   | 안산시   | 안산시   | 안산시   | 안산시   | 안산시   | 군포시   | 군포시 |
| 경기 | 16 | 의왕시         | 의왕시         | 수원시   | 수원시   | 수원시   | 수원시   | 수원시   | 수원시   | 용인시   | 용인시 |
| 경기 | 17 | 용인시         | 용인시         | 용인시   | 이천시   | 이천시   | 안성시   | 안성시   | 평택시   | 평택시   | 평택시 |
| 경기 | 18 | 평택시         | 오산시         | 화성시   | 화성시   | 화성시   | 화성시   | 화성시   | 화성시   |          |        |
| 경기 | 19 |                |                |          |          |          |          |          |          |          |        |
| 경기 | 20 |                |                |          |          |          |          |          |          |          |        |
| 인천 | 21 | 계양구         | 계양구         | 계양구   | 부평구   | 부평구   | 남동구   | 남동구   | 남동구   | 남동구   | 연수구 |
| 인천 | 22 | 연수구         | 미추홀구       | 미추홀구 | 중구     | 중구     | 동구     | 서구     | 서구     | 서구     | 서구   |
| 인천 | 23 | 강화군         | 옹진군         |          |          |          |          |          |          |          |        |
| 강원 | 24 | 철원군         | 화천군         | 춘천시   | 춘천시   | 춘천시   | 양구군   | 인제군   | 고성군   | 속초시   | 속초시 |
| 강원 | 25 | 양양군         | 홍천군         | 횡성군   | 평창군   | 강릉시   | 강릉시   | 강릉시   | 동해시   | 동해시   | 삼척시 |
| 강원 | 26 | 태백시         | 정선군         | 영월군   | 원주시   | 원주시   | 원주시   |          |          |          |        |
| 충북 | 27 | 단양군         | 제천시         | 제천시   | 충주시   | 충주시   | 충주시   | 음성군   | 음성군   | 진천군   | 증평군 |
| 충북 | 28 | 괴산군         | 청주시         | 청주시   | 청주시   | 청주시   | 청주시   | 청주시   | 청주시   | 청주시   | 보은군 |
| 충북 | 29 | 옥천군         | 영동군         |          |          |          |          |          |          |          |        |
| 세종 | 30 | 세종특별자치시 | 세종특별자치시 |          |          |          |          |          |          |          |        |
| 충남 | 31 | 천안시         | 천안시         | 천안시   | 천안시   | 아산시   | 아산시   | 아산시   | 당진시   | 당진시   | 서산시 |
| 충남 | 32 | 서산시         | 태안군         | 홍성군   | 홍성군   | 예산군   | 공주시   | 공주시   | 금산군   | 계룡시   | 논산시 |
| 충남 | 33 | 논산시         | 부여군         | 부여군   | 청양군   | 보령시   | 보령시   | 서천군   |          |          |        |
| 대전 | 34 | 유성구         | 유성구         | 유성구   | 대덕구   | 대덕구   | 동구     | 동구     | 동구     | 중구     | 중구   |
| 대전 | 35 | 중구           | 중구           | 서구     | 서구     | 서구     |          |          |          |          |        |
| 경북 | 36 | 영주시         | 영주시         | 봉화군   | 울진군   | 영덕군   | 영양군   | 안동시   | 안동시   | 예천군   | 문경시 |
| 경북 | 37 | 문경시         | 상주시         | 상주시   | 의성군   | 청송군   | 포항시   | 포항시   | 포항시   | 포항시   | 포항시 |
| 경북 | 38 | 경주시         | 경주시         | 경주시   | 청도군   | 경산시   | 경산시   | 경산시   | 경산시   | 영천시   | 영천시 |
| 경북 | 39 | (군위군)       | 구미시         | 구미시   | 구미시   | 구미시   | 김천시   | 김천시   | 김천시   | 칠곡군   | 칠곡군 |
| 경북 | 40 | 성주군         | 고령군         | 울릉군   |          |          |          |          |          |          |        |
| 대구 | 41 | 동구           | 동구           | 동구     | 동구     | 북구     | 북구     | 북구     | 서구     | 서구     | 중구   |
| 대구 | 42 | 수성구         | 수성구         | 수성구   | 수성구   | 남구     | 남구     | 달서구   | 달서구   | 달서구   | 달성군 |
| 대구 | 43 | 달성군         | 군위군         |          |          |          |          |          |          |          |        |
| 울산 | 44 | 동구           | 동구           | 북구     | 북구     | 중구     | 중구     | 남구     | 남구     | 남구     | 울주군 |
| 울산 | 45 | 울주군         | 울주군         |          |          |          |          |          |          |          |        |
| 부산 | 46 | 기장군         | 기장군         | 금정구   | 금정구   | 금정구   | 북구     | 북구     | 강서구   | 강서구   | 사상구 |
| 부산 | 47 | 사상구         | 부산진구       | 부산진구 | 부산진구 | 부산진구 | 연제구   | 연제구   | 동래구   | 동래구   | 동래구 |
| 부산 | 48 | 해운대구       | 해운대구       | 수영구   | 수영구   | 남구     | 남구     | 남구     | 동구     | 동구     | 중구   |
| 부산 | 49 | 영도구         | 영도구         | 서구     | 사하구   | 사하구   | 사하구   |          |          |          |        |
| 경남 | 50 | 함양군         | 거창군         | 합천군   | 창녕군   | 밀양시   | 양산시   | 양산시   | 양산시   | 김해시   | 김해시 |
| 경남 | 51 | 김해시         | 창원시         | 창원시   | 창원시   | 창원시   | 창원시   | 창원시   | 창원시   | 창원시   | 창원시 |
| 경남 | 52 | 함안군         | 의령군         | 산청군   | 하동군   | 남해군   | 사천시   | 진주시   | 진주시   | 진주시   | 고성군 |
| 경남 | 53 | 통영시         | 통영시         | 거제시   | 거제시   |          |          |          |          |          |        |
| 전북 | 54 | 군산시         | 군산시         | 군산시   | 김제시   | 김제시   | 익산시   | 익산시   | 익산시   | 전주시   | 전주시 |
| 전북 | 55 | 전주시         | 전주시         | 전주시   | 완주군   | 진안군   | 무주군   | 장수군   | 남원시   | 남원시   | 임실군 |
| 전북 | 56 | 순창군         | 정읍시         | 정읍시   | 부안군   | 고창군   |          |          |          |          |        |
| 전남 | 57 | 영광군         | 함평군         | 장성군   | 담양군   | 담양군   | 곡성군   | 구례군   | 광양시   | 광양시   | 순천시 |
| 전남 | 58 | 순천시         | 화순군         | 나주시   | 나주시   | 영암군   | 무안군   | 목포시   | 목포시   | 신안군   | 진도군 |
| 전남 | 59 | 해남군         | 완도군         | 강진군   | 장흥군   | 보성군   | 고흥군   | 여수시   | 여수시   | 여수시   |        |
| 전남 | 60 |                |                |          |          |          |          |          |          |          |        |
| 광주 | 61 | 북구           | 북구           | 북구     | 북구     | 동구     | 동구     | 남구     | 남구     | 남구     | 서구   |
| 광주 | 62 | 서구           | 서구           | 광산구   | 광산구   | 광산구   | 광산구   |          |          |          |        |
| 제주 | 63 | 제주시         | 제주시         | 제주시   | 제주시   | 제주시   | 서귀포시 | 서귀포시 |          |          |        |